# 南伯里站
南伯里站（英語：Southbury railway station）是北倫敦的一個車站，位於恩菲爾德倫敦自治市，位於倫敦第5收費區。南伯里站現在是倫敦地上鐵的車站。2015年5月31日，大盎格利亞將這座車站的業務移交給倫敦地上鐵。